# Instituto Nacional da Aviação Civil
L'Instituto Nacional da Aviação Civil o INAVIC, és una institució pública amb personalitat jurídica pròpia sota la supervisió del Ministeri de Transport d'Angola. La tasca i el propòsit de l'INAVIC és la supervisió de tots els aspectes del transport aeri a Angola. INAVIC va ser creat per Decret Presidencial N. 4/05 de 19 de gener de 2005. És membre de la Comunidade das Autoridades de Aviação Civil Lusófonas (CAACL). El seu director general és Carlos Manuel David. És la principal autoritat gestora de les infraestructures i transport aeri. Una de les seves preocupacions és el fet que gairebé totes les aerolínies angoleses estan incloses a la llista negra de companyies aèries de la Unió Europea.